# Ricardo Vázquez
Ricardo Vázquez (nascido em 25 de setembro de 1932) é um ex-ciclista uruguaio. Representou o Uruguai em duas provas durante os Jogos Olímpicos de 1964.